# High on the Hog
High on the Hog è il nono album in studio del gruppo musicale canadese-statunitense The Band, pubblicato nel 1996. Il disco contiene solo due brani originali, il resto delle tracce sono cover.

## Tracce
1. Stand Up – 3:07 (Bruce Channel, Sonny Throckmorton, Ricky Ray Rector)
2. Back to Memphis – 5:10 (Johnnie Johnson, The Kentucky Headhunters)
3. Where I Should Always Be – 4:27 (Blondie Chaplin)
4. Free Your Mind – 5:05 (Denzil Foster, Thomas McElroy)
5. Forever Young – 6:30 (Bob Dylan)
6. The High Price of Love – 5:58 (Jules Shear, Stan Szelest, The Band)
7. Crazy Mama – 4:48 (J.J. Cale)
8. I Must Love You Too Much – 3:32 (Bob Dylan, Helena Springs)
9. She Knows – 3:21 (James Griffin, Robb Royer)
10. Ramble Jungle – 4:59 (Randy Ciarlante, Jack Dupree, Levon Helm, Garth Hudson, Rob Leon, Jim Weider)

## Formazione
- Rick Danko – basso, chitarra acustica, voce
- Levon Helm – batteria, basso, armonica, voce
- Garth Hudson –tastiere, sassofoni, fisarmonica, organo, tromba
- Richard Manuel – piano, voce
- Randy Ciarlante – batteria, percussioni, voce
- Richard Bell – piano, tastiere, corni
- Jim Weider – chitarre, basso